# Aeroporto di Albenga-Riviera Airport
L'Aeroporto di Albenga-Riviera Airport (precedentemente Aeroporto di Villanova d'Albenga, IATA: ALL, ICAO: LIMG) è un aeroporto italiano situato a 8 km a nord-ovest di Albenga (SV) e a 90 km a sud-ovest da Genova, nel territorio del comune di Villanova d'Albenga. È il secondo aeroporto della Liguria.

## Attività

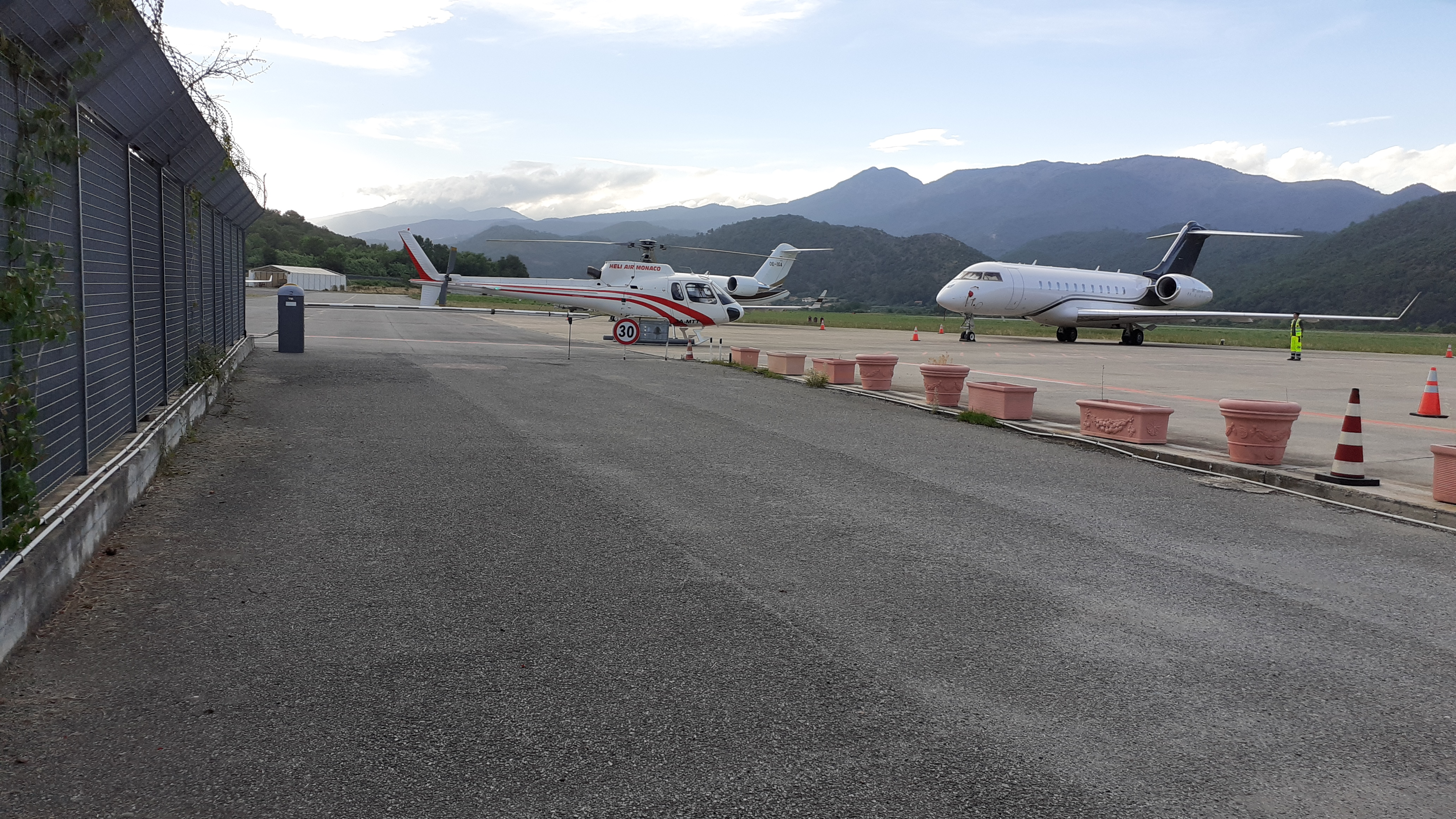
Un elicottero monegasco in preparazione sulla pista

L'aeroporto è dedicato esclusivamente all'aviazione generale, è utilizzato anche da Piaggio Aerospace per il collaudo dei suoi aerei. Il traffico internazionale è facilitato dalla presenza in loco della dogana italiana. La pista di 1500 metri di lunghezza può essere utilizzata da aeromobili con un peso massimo al decollo di 60 tonnellate. Riviera Airport è ben collegata con i principali centri turistici ed economici della Riviera italiana e della Costa Azzurra grazie all'autostrada A10 e alla Via Aurelia (SS1). Montecarlo è raggiungibile in auto in meno di un'ora di viaggio ed una società di elicotteri, basata in aeroporto, permette di raggiungere il Principato di Monaco direttamente dalla pista in meno di 20 minuti. L'aeroporto è sede inoltre dell'Aeroclub di Savona.

## Storia
Nel 1912 venne aperto a Villanova d'Albenga un campo volo dotato di una pista in erba lunga 900 metri orientata sulla direttrice sud-est/nord-ovest.
La Rinaldo Piaggio nel 1929 cominciò ad utilizzare l'aeroporto per il montaggio e il collaudo dei suoi aerei. Il primo ad essere prodotto e commercializzato fu il Piaggio P.9.
Nel 1937 venne costruita la pista in macadam: prima del suo genere in Italia. Essa era orientata 100-280 e misurava 1016x60 metri. Da questo momento l'aeroporto cominciò ad essere utilizzato come sede della 119ª Squadriglia di ricognizione della Regia Aeronautica. Nei due anni successivi vennero costruiti un hangar, una caserma a due piani completa di autorimessa, e una palazzina ufficiali con annesso circolo.
Alla fine della guerra l'aeroporto fu reso inutilizzabile dall'esercito tedesco in ritirata. I lavori di ricostruzione non cominciarono prima del 1946: la pista venne allungata a 1140 m e dotata di una pista di rullaggio che collegava la testata 10 con il piazzale di sosta dei velivoli.

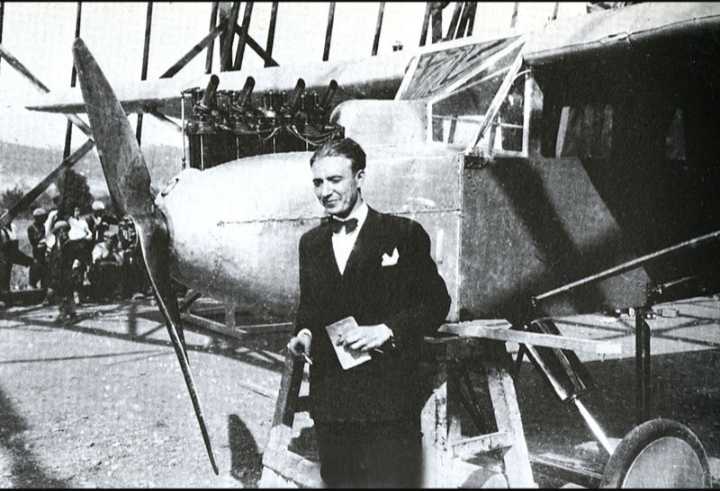
Giuseppe Gabrielli a Villanova d'Albenga accanto al Piaggio P.9 1932

L'attività commerciale dell'aeroporto riprese il 15 aprile 1947 con il volo proveniente da Roma Ciampino.
La completa trasformazione dell'aeroporto da militare a civile fu affidata nel 1948 al Consorzio dei Fiori, società costituita l'anno prima con lo scopo di implementare il movimento turistico e di consentire l'esportazione dei fiori e dei prodotti agricoli della riviera di ponente. Ripresero inoltre, nello stesso anno, le attività dell'Aeroclub di Savona e della Piaggio Aero Industries.

Nel 1959 fu costituita la società SEAVA con lo scopo di aumentare il numero dei voli turistici. Con un totale di circa 30.000 passeggeri annui, Riviera Airport disponeva nel 1968 di voli di linea per Roma Ciampino, Milano, Aosta e Torino.
Negli anni seguenti, nonostante si fosse proceduto ad un ulteriore allungamento della pista, cominciò il declino dell'aeroporto. Tra le cause principali ci fu l'apertura dell'Aeroporto di Genova e del trasferimento in esso dell'attività della Piaggio, nonché i limiti strutturali della pista a fronte di aerei sempre più grandi e capienti costruiti a ritmo serrato dalla moderna tecnologia aeronautica. 

Nell'estate del 1997, dopo quasi 30 anni di inattività, ripresero i collegamenti stagionali con la Corsica, la Sardegna e aeroporto di Roma Fiumicino, con voli di linea regolari gestiti prima da Alitalia e poi da Air One. Questi ultimi furono presto sospesi per il poco successo ottenuto.

Nel 2014 Piaggo Aerospace trasferì nuovamente le sue attività dall'aeroporto di Genova a Riviera Airport, che continuò ad operare principalmente per l'aviazione generale. Nel 2015 gli enti pubblici locali, proprietari dell'aeroporto, decisero di vendere e privatizzare Riviera Airport. L'attuale nuovo proprietario prevede di modernizzare l'aeroporto ed offrire servizi esclusivi per i jet privati e l'aviazione di business che opera nel territorio. Riviera Airport è il primo caso in Italia di privatizzazione di un aeroporto dedicato all'aviazione generale, in regime di concessione totale.
Il 2 maggio 2019, con Ordinanza n. 3/2019 della Direzione Aeroportuale Nord-Ovest di ENAC, l'aeroporto di Villanova d’Albenga intitolato a "Clemente Panero”, soldato pilota caduto durante la Grande Guerra e decorato con Medaglia d'argento al Valor Militare, assume la denominazione di “Riviera Airport - Clemente Panero”.
A Marzo 2025 è stata definita la nuova proprietà dell’aeroporto di Villanova d’Albenga, che vede l’ingresso della società Aeropolis srl, controllata dal gruppo Infracorp Spa.

## La struttura

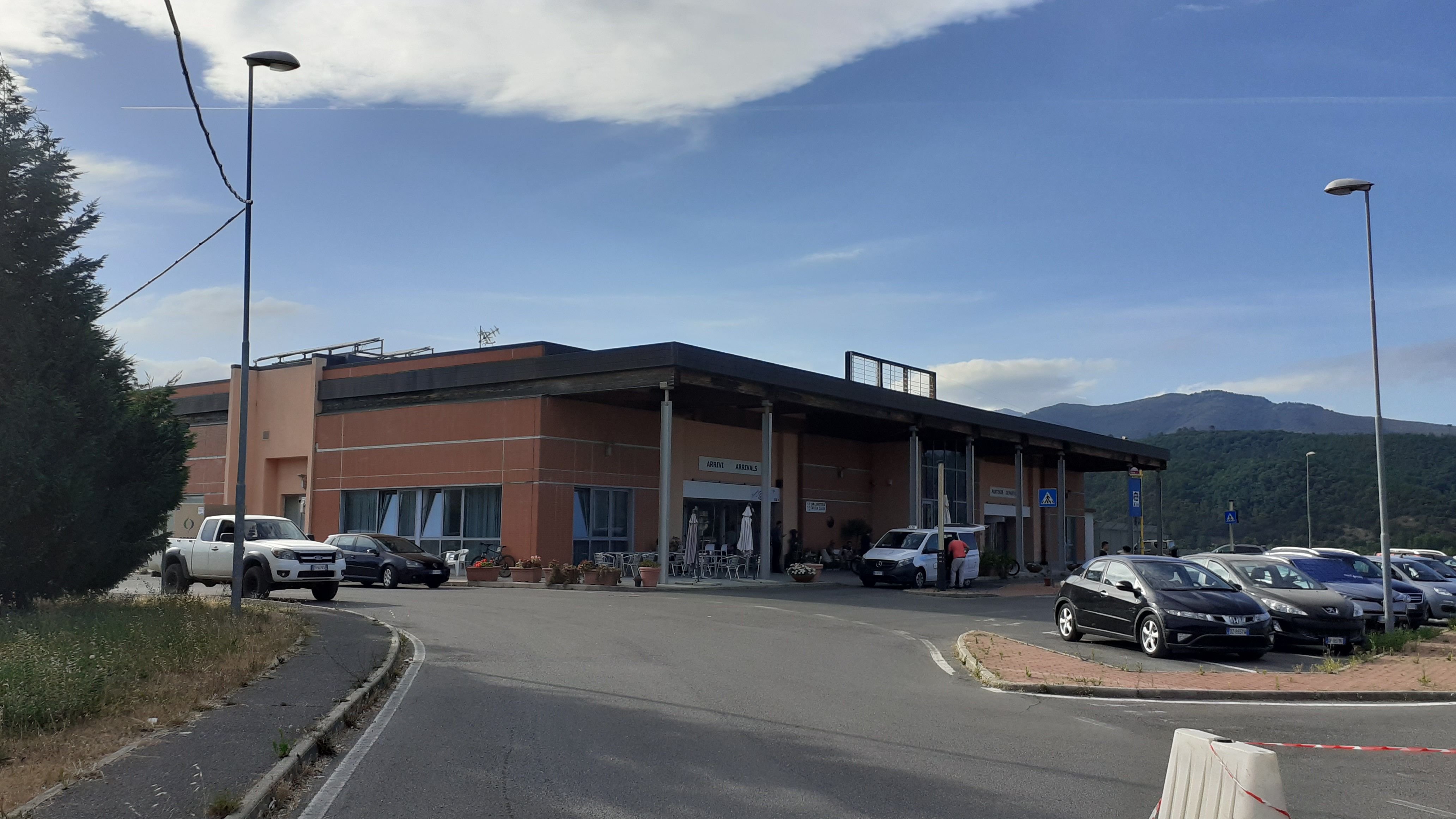
L'aerostazione

L'aeroporto dispone di una pista in conglomerato bituminoso lunga 1432 m (più una clearway di 60 m e una RESA di 90 m), larga 45 m e dotata di illuminazione.

L'orientamento della pista è RWY 09-27, l'altitudine è 45 m s.l.m. e l'assistenza al volo è fornita da ENAV sulla frequenza 123.850 MHz.

I piazzali di sosta per i velivoli sono due, una in macadam di 12000 m² e una in erba di 10000 m².
La gestione è affidata ad A.V.A. S.p.A. (Airport of Villanova d'Albenga/Riviera Airport) che garantisce la regolare attività tutti i giorni, festivi compresi, dalle ore 8:00 alle ore 20:00 locali (orario estivo) o dalle ore 08:30 alle ore 18:30 locali (orario invernale).

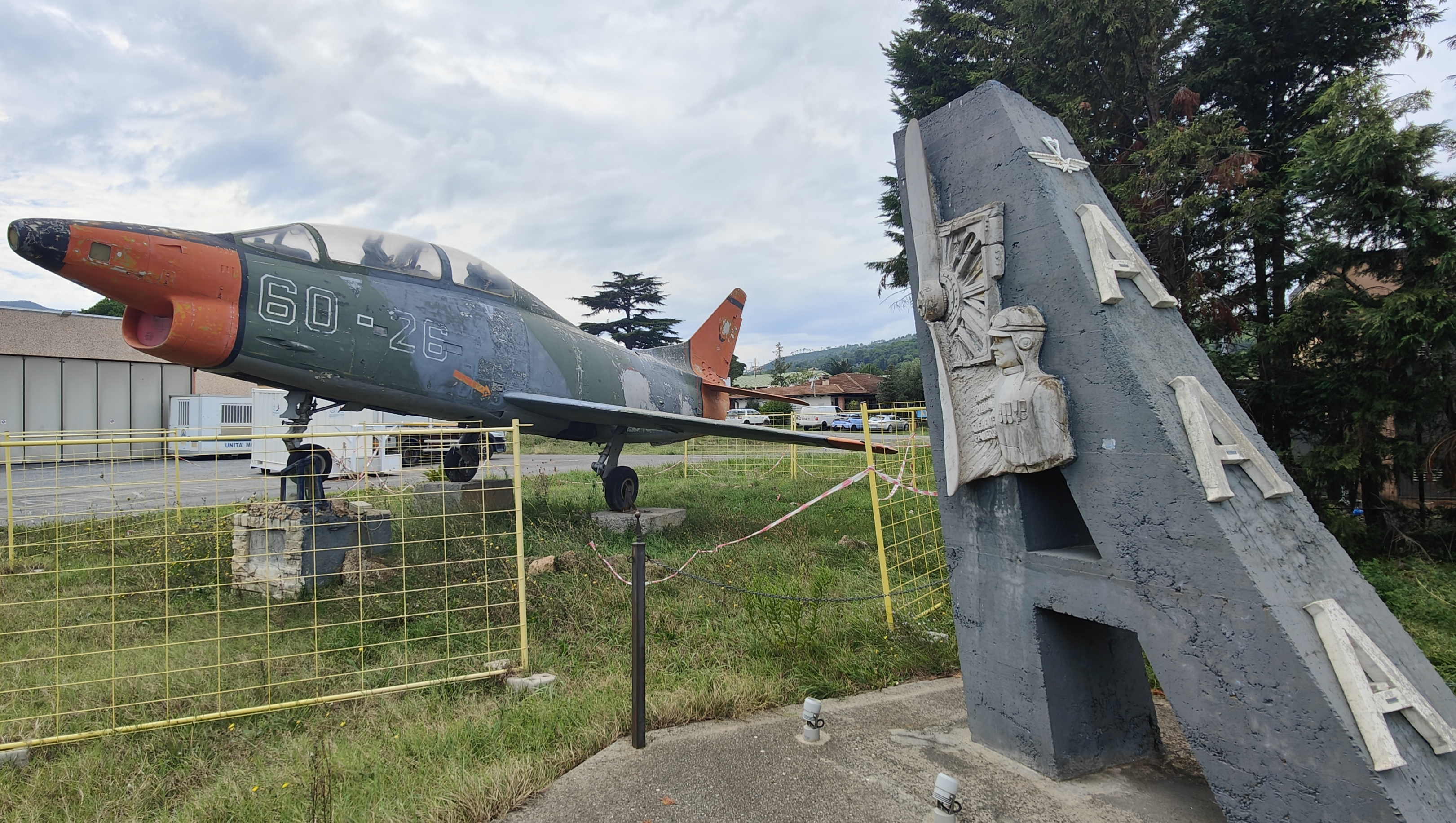
Il Fiat G.91T MM6326 (60-26) esposto dal 2004 con accanto il monumento dell'Associazione Arma Aeronautica. Il velivolo fu dismesso per il Trattato CFE nel 1994 e accantonato nella base di Amendola sino al 2003